# Divellomelon hillieri
Divellomelon hillieri é uma espécie de gastrópode  da família Camaenidae.
É endémica da Austrália.